# Мазерель, Франс
Франс Мазере́ль (или Мазереель; нидерл. Frans Masereel) — бельгийский художник, представитель левого экспрессионизма, мастер больших графических циклов-«романов».

## Биография

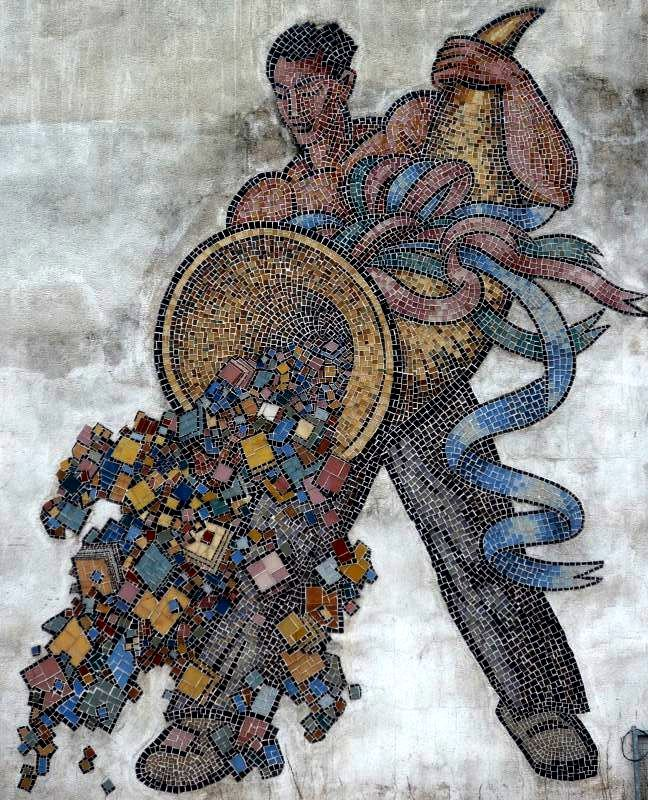
Мозаика Франса Мазереля

Франс Мазерель родился в Бланкенберге (Западная Фландрия) 30 июля 1889. В 1894 году семья уехала с побережья в Гент, а его отец умер девять месяцев спустя. Франс получил обучение в гентской Академии художеств (1907—1908). Его культура, вначале революционная, а затем антимилитаристская, формировалась благодаря чтению русских произведений, таких как работы Кропоткина, переведенные его тетей Фанни. С 1909 жил в Англии, Германии, Швейцарии, но преимущественно во Франции. Трижды (в 1935—1937 и 1958) посетил СССР.
В годы Первой мировой войны сблизился в Женеве с Роменом Ролланом, присоединившись к группе писателей-антимилитаристов. Помещал свои рисунки в их журнале «Лист» («La Feuille») и других периодических изданиях левого толка, выработав свой графический язык, основанный на сильных чёрно-белых контрастах и столь же броской и риторичной «чёрно-белой» символике социального добра и зла.
Основной эстампной техникой, которую использовал художник довольно рано, стала ксилография. Ф. Мазерель прославился большими ксилографскими сериями, чаще всего, составлявшими объединённые одной темой «романы в картинках». Первой его работой стал цикл «25 образов страстей человеческих» (1918). Одним из наиболее известных ксилографированных сборников художника является «Город» (Die Stadt; 1925, впоследствии несколько раз переиздавался). Выступал Мазерель и в роли художника-иллюстратора литературных произведений своих современников, в частности, романов Барбюса, Цвейга и др.; известнейшая его работа в этой области — эпико-лирические иллюстрации к «Жану-Кристофу» Ромена Роллана (1925—1927).
Мастер широкого профиля, активно работал как станковист (живопись маслом, акварели, штучные гравюры), художник театра и кино, живописец-монументалист, создавал эскизы для керамики, но во всех этих областях (в отличие от своих «романов» и лучших иллюстраций) не поднялся над средним уровнем умеренного модернизма, сначала «ангажированного», затем всё более лирически-созерцательного.
Умер Мазерель в Авиньоне 3 января 1972.
Память
В 1972 году был изображён на бельгийской почтовой марке.

## Циклы работ
- «25 образов страстей человеческих», 1918.
- «Крестный путь человека», 1918.
- «Мой часослов», 1919.
- «Солнце», 1919
- «Идея, её рождение и смерть», 1920.
- «История без слов», 1920.
- «Город», 1925.
- «Созидание», 1928.
- «От чёрного к белому», 1939.
- «Пляска смерти», 1941.
- «Юность», 1948.

## Музейные коллекции
- ГМИИ им. А. С. Пушкина